# Theotimius mahafalensis
Theotimius mahafalensis är en skalbaggsart som beskrevs av Renaud Maurice Adrien Paulian 1976. Theotimius mahafalensis ingår i släktet Theotimius och familjen bladhorningar. Inga underarter finns listade i Catalogue of Life.